# Johann Adolph Theodor Ludwig Varnhagen
Johann Adolph Theodor Ludwig Varnhagen, auch Adolf Varnhagen (* 9. Juli 1753 in Korbach; † 28. Juni 1829 ebenda), war ein deutscher evangelischer Pastor und Historiker aus der Gelehrtenfamilie Varnhagen. Er war ein Sohn des Dr. med. Heinrich Gottfried Justus Varnhagen (1727–1774) und der Louisa Elisabetha, geborene Severin (1718–1769).
Er amtierte zuerst in Berich, dann in Wetterburg und Braunsen (heute Stadtteile von Bad Arolsen), ab 1793 Niederwildungen, ab 1805 in Helsen und zuletzt ab 1815 an der Kirche St. Kilian in Korbach, wo er zugleich Scholarch des Gymnasiums war. 1816 wurde er nebenamtlich Inspektor (Superintendent) des Kirchenkreises Eisenberg und 1822 Kirchen- und Schulrat.
Besondere Reputation erwarb er sich mit seinen Forschungsarbeiten und Veröffentlichungen zur Geschichte seiner Heimatregion. Hierfür zeichnete die Universität Marburg ihn 1822 mit der Ehrendoktorwürde aus. In Korbach ist die Adolph-Varnhagen-Straße nach ihm benannt.

## Veröffentlichungen (Auswahl)
- Sammlungen zu der Waldeckischen Geschichte älterer und neuerer Zeiten. Weigel, Mengeringhausen 1780 (Digitalisat)
- Erste Einführung des Christenthums und dessen nochmalige Herstellung durch die Reformation. Krieger, Marburg 1818.
- Grundlage der Waldeckischen Landes- und Regentengeschichte. Zwei Bände. Vandenhoeck & Ruprecht, Göttingen, 1825 (Digitalisat); 1853 (Digitalisat)